# فیل روسکو
فیل روسکو (انگلیسی: Phil Roscoe؛ زادهٔ ۳ مارس ۱۹۳۴) بازیکن فوتبال است.
از باشگاه‌هایی که در آن بازی کرده‌است می‌توان به باشگاه فوتبال بارنزلی اشاره کرد.